# Liste der Langeooger Fährschiffe
Die Liste der Langeooger Fährschiffe enthält Fährschiffe der Schiffahrt der Inselgemeinde Langeoog, die für die Nordseeinsel Langeoog im Einsatz waren oder sind.
| Bild | Name während der Dienstzeit | Zeit des Langeoog-Dienstes | Baujahr | Schiffstyp     | IMO-Nr. / letzter/heutiger Name                       |
| ---- | --------------------------- | -------------------------- | ------- | -------------- | ----------------------------------------------------- |
|      | Langeoog II                 | seit 1991                  | 1991    | Seebäderschiff | 9032599                                               |
|      | Onkel Otto                  | seit 1988                  | 1960    | Landungsschiff | 8862959                                               |
|      | Langeoog IV                 | seit 1979                  | 1979    | Seebäderschiff | 7822469                                               |
|      | Langeoog III                | seit 1979                  | 1979    | Seebäderschiff | 7811135                                               |
|      | Pionier                     | seit 1973                  | 1954    | Frachtschiff   | 8137380                                               |
|      | Lili Marleen                | 1972–1993                  | 1972    | Seebäderschiff | Dollard                                               |
|      | Langeoog II                 | 1971–1979                  | 1971    | Seebäderschiff | 7114587 / Harle Kurier                                |
|      | Langeoog I                  | seit 1968                  | 1968    | Seebäderschiff | 7939705                                               |
|      | Tina                        | 1960–1988                  | 1960    | Frachtschiff   | ?                                                     |
|      | Langeoog I                  | 1956–1968                  | 1935    | Seebäderschiff | ENI-Nr. 04801370 Etta von Dangast                     |
|      | Langeoog II                 | 1950–1978                  | 1901    | Seebäderschiff | ?                                                     |
|      | Langeoog III                | 1950–1978                  | 1901    | Seebäderschiff | Traditions- & Restaurantschiff Segelkronan, Stockholm |
|      | Caroline                    | 1979 – ?                   | ?       | Frachtschiff   | ?                                                     |
|      | Pionier                     | 1938–1952                  | 1910    | Dampfschiff    | ?                                                     |
|      | Langeoog VI                 | 1928–1960                  | 1918    | Frachtschiff   | ?                                                     |
|      | Langeoog IV                 | 1927–1971                  | 1927    | Seebäderschiff | Wilsun                                                |
|      | Langeoog III                | 1927–1939                  | 1927    | Seebäderschiff | ?                                                     |
|      | Langeoog II                 | 1920–1923                  | ?       | Seebäderschiff | ?                                                     |
|      | Langeoog II                 | 1914, 1921–1939, 1946–1956 | 1914    | Seebäderschiff | ?                                                     |
|      | Langeoog I                  | 1896–1951                  | 1896    | Seebäderschiff | ?                                                     |
|      | Stadt Esens                 | 1889–1896                  | 1889    | Dampfer        | ?                                                     |
|      | Piet Hein                   | 1888                       | 1881    | Dampfer        | ?                                                     |
|      | Curator                     | 1885–1937                  | 1885    | Schaluppe      | ?                                                     |
|      | Arthur von Landsberg        | 1872–1885                  | 1854    | Schaluppe      | ?                                                     |
|      | Hoffnung                    | 1867–1872                  | 1867    | Schaluppe      | ?                                                     |
|      | Amtmann Kettler             | 1850–1863                  | 1850    | Schaluppe      | ?                                                     |
|      | Vangerow                    | 1845–1848                  | 1844    | Schaluppe      | ?                                                     |